# Hohenkirchen (Lunzenau)
Hohenkirchen ist ein Stadtteil der Stadt Lunzenau im sächsischen Landkreis Mittelsachsen. Er wurde am 1. Januar 1967 nach Lunzenau eingemeindet. Hohenkirchen wird offiziell nicht als eigenständiger Ortsteil geführt, sondern zum Stadtgebiet von Lunzenau gerechnet.

## Geografie

### Geografische Lage und Verkehr

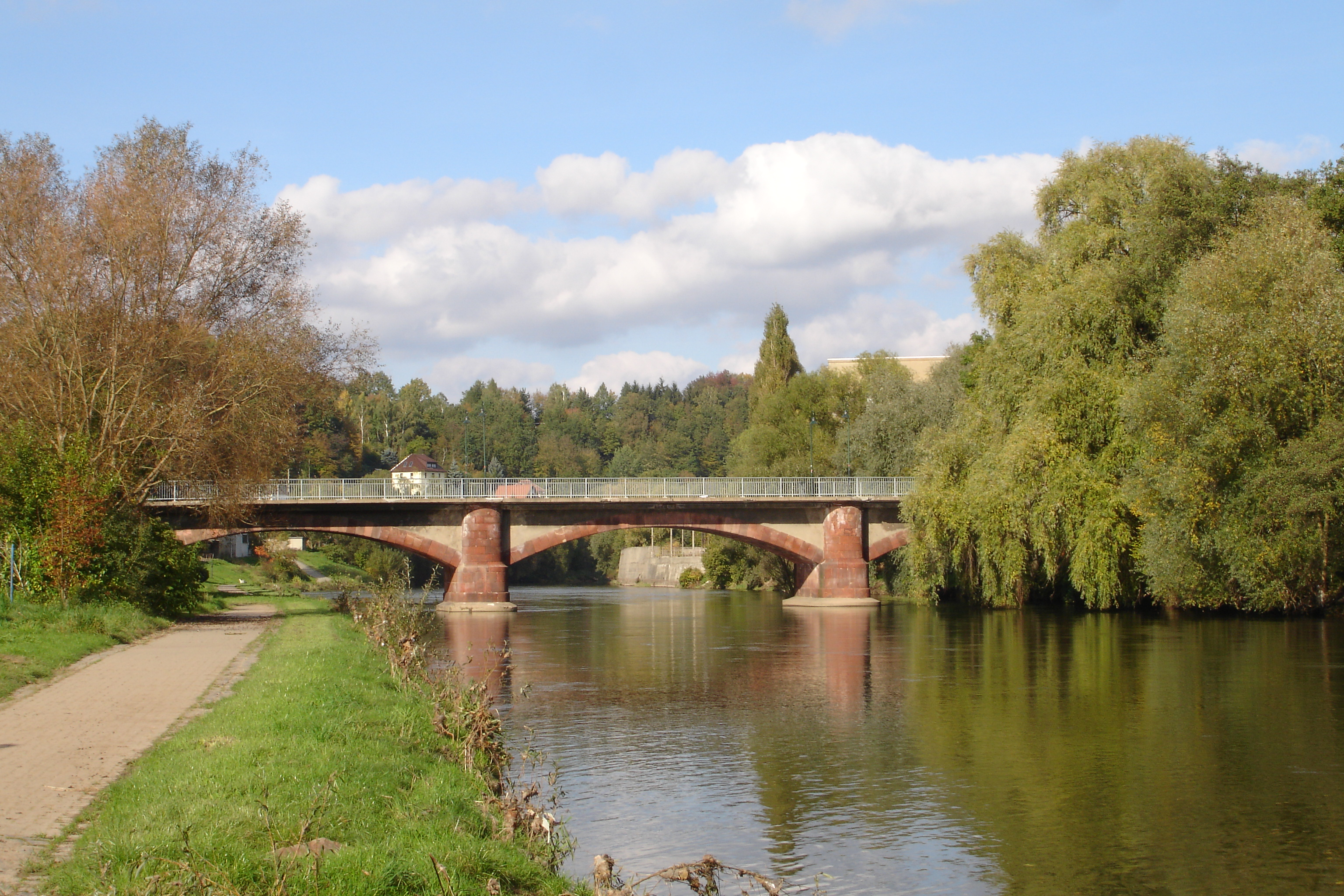
Muldenbrücke Lunzenau

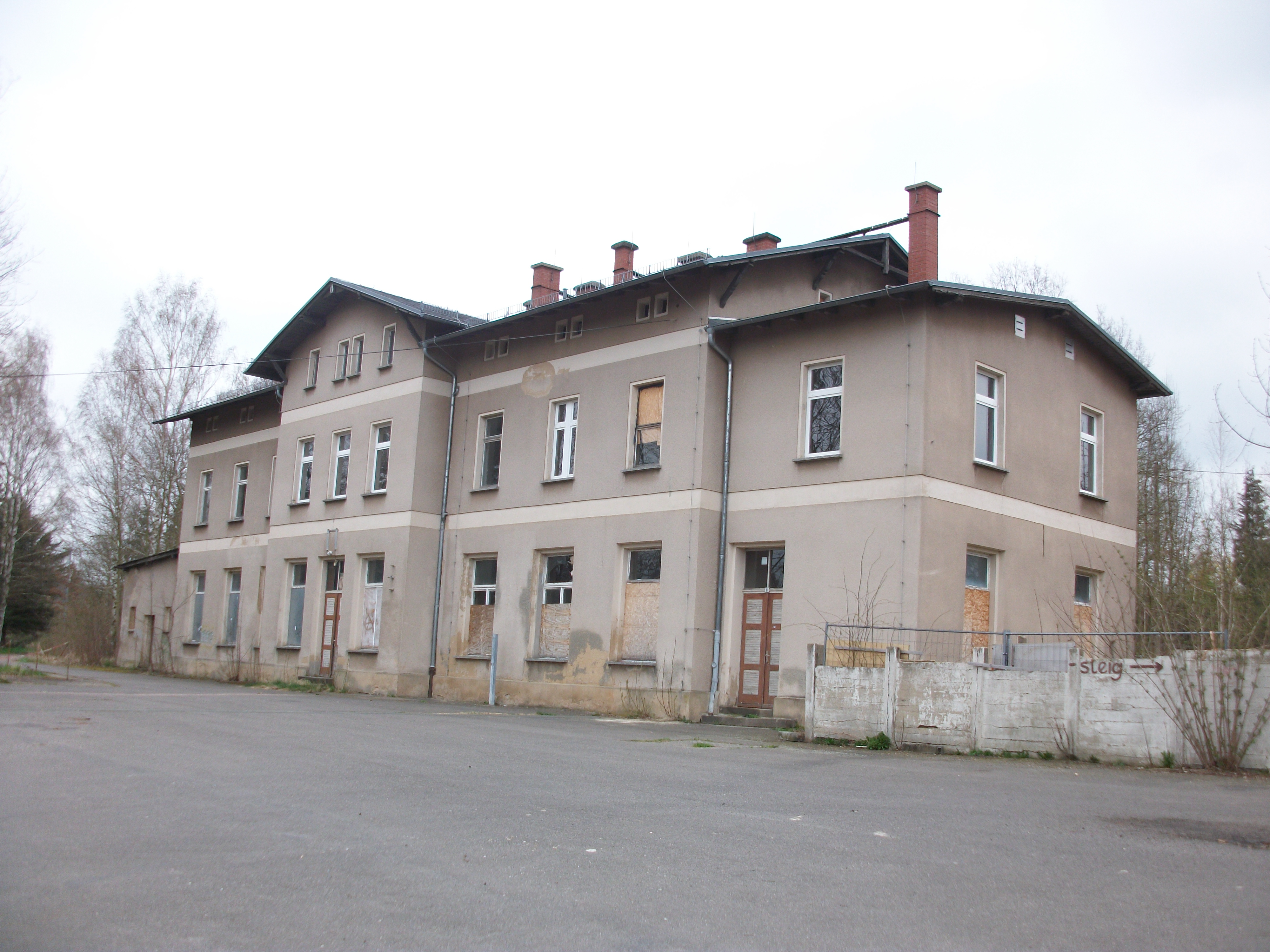
Empfangsgebäude des Bahnhofs Lunzenau in der Gemarkung Hohenkirchen

Hohenkirchen befindet sich östlich der Stadt Lunzenau. Direkt südlich von Hohenkirchen befindet sich der Nachbarort Berthelsdorf. Den Kernort von Hohenkirchen bilden die Häuser der Oberhohenkirchener Straße mit der Kirche des Orts. Dieser als Oberhohenkirchen bezeichnete Ortsteil befindet sich auf einer Hochfläche zwischen den Tälern der Gnädsche im Osten und der Zwickauer Mulde im Westen. Da die Zwickauer Mulde größtenteils die Gemarkungsgrenze zu Lunzenau ist, gehört auch die Burgstädter Straße mitsamt den östlich der Zwickauer Mulde gelegenen Nachbarstraßen zur Gemarkung Hohenkirchen. Zu diesem als Unterhohenkirchen bezeichneten Ortsteil gehört auch der Bahnhof Lunzenau mit der Trasse der seit 2002 stillgelegten Bahnstrecke Glauchau–Wurzen (Muldentalbahn).
Die Bahnstrecke Neukieritzsch–Chemnitz befindet sich östlich von Hohenkirchen in Cossener Flur. Parallel zu dieser verläuft die Staatsstraße 242. Während auf der Bahnstrecke Neukieritzsch–Chemnitz regulärer Personenverkehr zwischen Leipzig und Chemnitz stattfindet, wird der durch die Flur Hohenkirchen führende Abschnitt der Muldentalbahn nur noch für Sonderfahrten mit Motordraisinen genutzt. Durch Hohenkirchen führt die Via Porphyria und der Bilz-Rundwanderweg.

### Nachbarorte
|          | Cossen                                      |            |
| Lunzenau | Kompassrose, die auf Nachbargemeinden zeigt | Göritzhain |
|          | Berthelsdorf                                |            |

## Geschichte

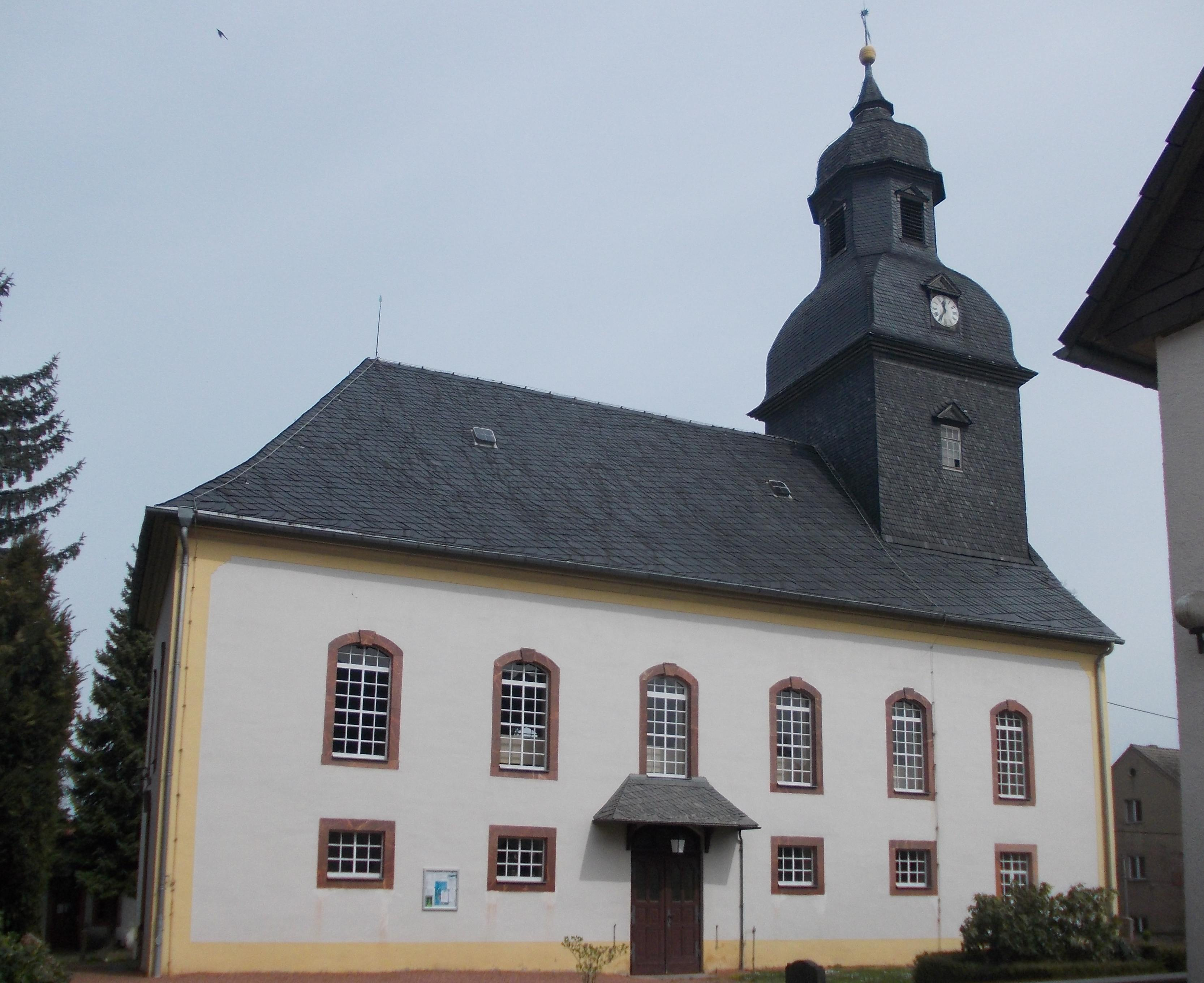
Dorfkirche Hohenkirchen

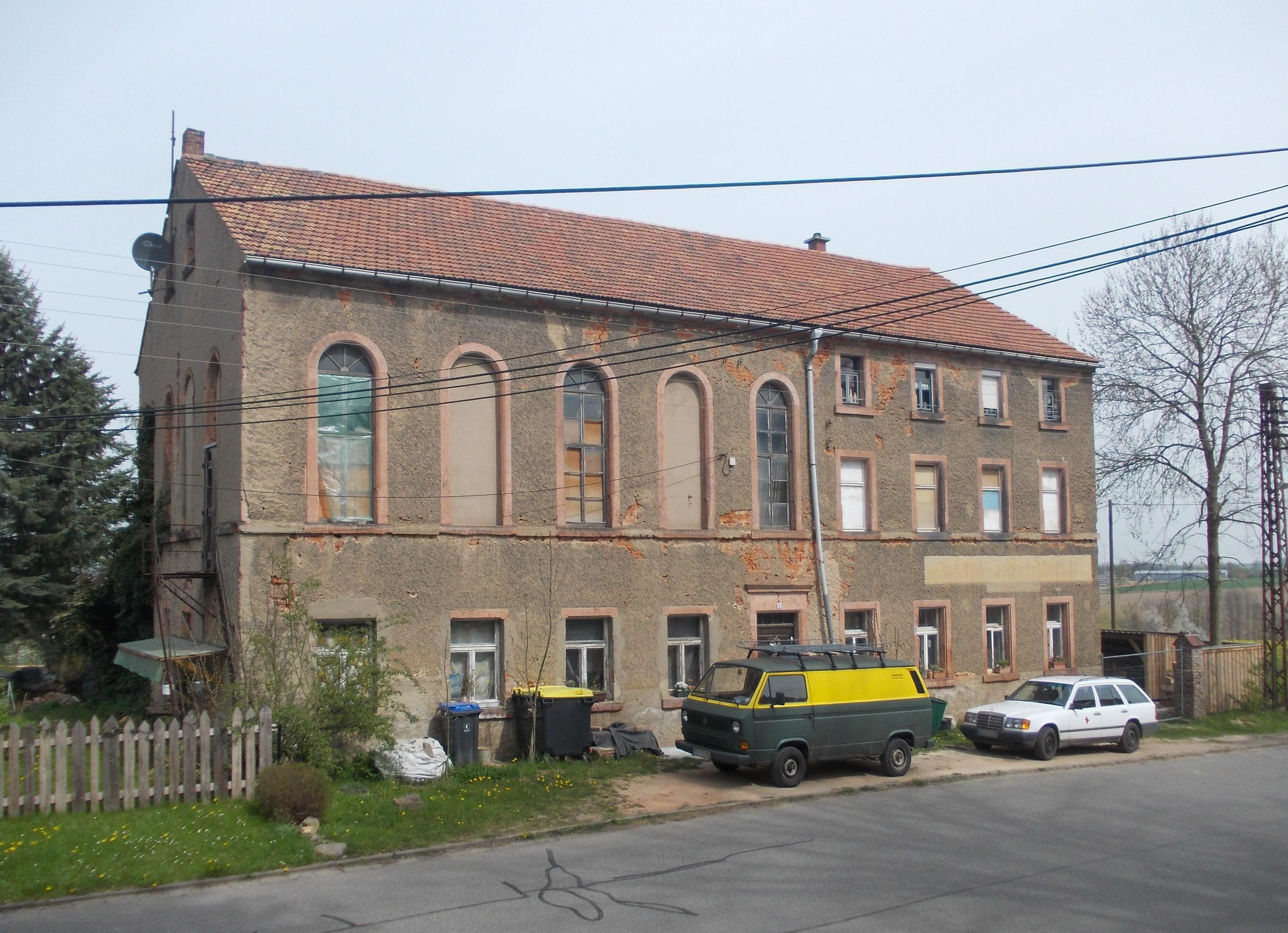
Gasthof Hohenkirchen in Oberhohenkirchen

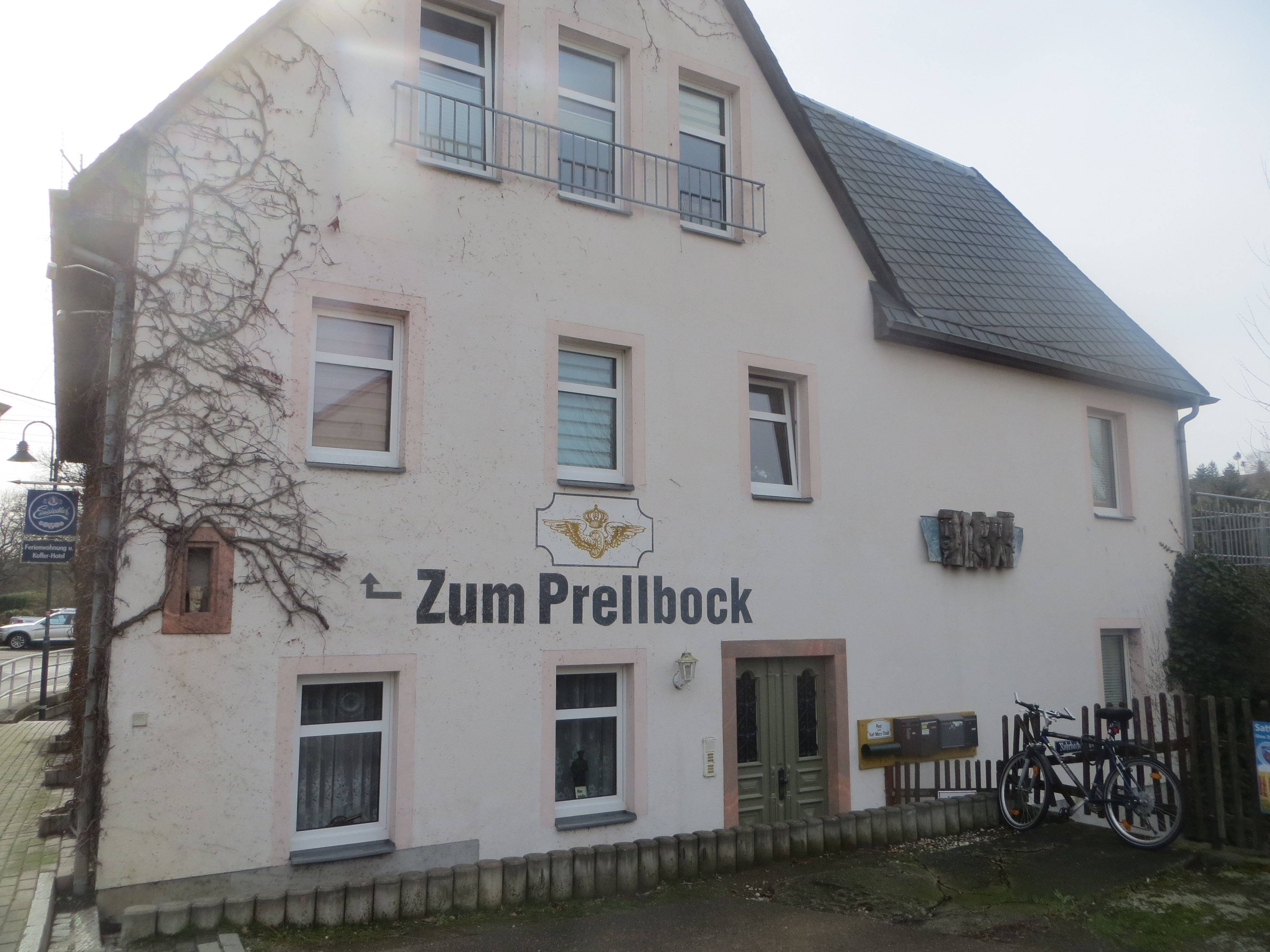
Erlebnisgaststätte „Zum Prellbock“ in Unterhohenkirchen

Das Platzdorf Hohenkirchen wurde im Jahr 1209 als Honkirke urkundlich erwähnt. Markgraf Konrad II. von der Ostmark bestätigte in dieser Urkunde die Schenkung des Gunterus von Rochsberc der Pfarre Honkirke mit 10 Hufen Land und Forst an das Kloster Buch bei Leisnig. Das Alter der ursprünglichen Kirche von Hohenkirchen lässt sich aus den vorhandenen Chroniken nicht ermitteln. Da die örtliche Kirchgemeinde im Besitz eines silbernen Kelches aus dem Jahr 1354 ist, existierte zu dieser Zeit vermutlich bereits ein Gotteshaus in Hohenkirchen. Auch die urkundliche Erwähnung der Pfarre Honkirke aus dem Jahr 1209 lässt auf die Existenz eines Gotteshauses zu dieser Zeit schließen. Zum Pfarrspiel Hohenkirchen gehörten zu dieser Zeit 11 Orte.
Ursprünglich gehörte Hohenkirchen als wettinisches Lehen zur Herrschaft Rochsburg. Im Jahr 1280 übereignete der Altenburger Burggraf Dietrich II. den Ort zusammen mit Cossen, der späteren Wüstung Gückelsberg und der Hälfte von Göritzhain an das Deutschordenshaus Zschillen. Seitdem gehörte Hohenkirchen zum Besitz des Klosters Zschillen. Dieses kam im Jahr 1543 mit dem gesamten Besitz an Herzog Moritz von Sachsen, der es umgehend säkularisierte und an die Herren von Schönburg gegen die Orte Hohnstein, Wehlen und Lohmen in der heutigen Sächsischen Schweiz vertauschte. Daher kam für den Ort und die Klosteranlage der Name Wechselburg auf. Seitdem wurde Hohenkirchen als Amtsdorf der schönburgischen Herrschaft Wechselburg geführt, welche den Herren von Schönburg unter wettinischer Oberhoheit gehörte. Durch einen Brand wurden im Jahr 1747 die Kirche, das Pfarrhaus und die Schule von Hohenkirchen vernichtet. Die Weihe des neuen Gotteshauses erfolgte im Jahr 1753. Zur Kirchgemeinde Hohenkirchen gehören neben dem Ort selbst die Nachbarorte Berthelsdorf, Cossen und Göritzhain (ohne Wiederberg). Bis 1927 war auch Helsdorf nach Hohenkirchen gepfarrt.
Im Rahmen der administrativen Neugliederung des Königreichs Sachsen wurde Hohenkirchen als Teil der schönburgischen Lehnsherrschaft Wechselburg im Jahr 1835 der Verwaltung des königlich-sächsischen Amts Rochlitz unterstellt. Im Jahr 1856 kam die Gemeinde Hohenkirchen zum Gerichtsamt Burgstädt und 1875 an die neu gegründete Amtshauptmannschaft Rochlitz.
Mit der Eröffnung der Bahnstrecke Neukieritzsch–Chemnitz im Jahr 1872 erhielt Hohenkirches Nachbarort Cossen einen eigenen Bahnhof, der sich nordöstlich von Hohenkirchen befand. Der Abschnitt Penig–Rochlitz der Bahnstrecke Glauchau–Wurzen (Muldentalbahn) wurde am 29. Mai 1876 eröffnet. Auf der Gemarkung Hohenkirchen wurde in Unterhohenkirchen die Haltestelle Lunzenau eröffnet, welche 1905 zum Bahnhof gewidmet wurde.
Durch die zweite Kreisreform in der DDR im Jahr 1952 wurde die Gemeinde Hohenkirchen dem Kreis Rochlitz im Bezirk Chemnitz (1953 in Bezirk Karl-Marx-Stadt umbenannt) angegliedert. Am 1. Januar 1967 wurde Hohenkirchen nach Lunzenau eingemeindet. Als Stadtteil von Lunzenau kam Hohenkirchen im Jahr 1990 zum sächsischen Landkreis Rochlitz, der 1994 im Landkreis Mittweida bzw. 2008 im Landkreis Mittelsachsen aufging.
Der Schienenverkehr der Bahnstrecke Glauchau–Wurzen (Muldentalbahn) auf dem Abschnitt von Glauchau über Lunzenau nach Wechselburg war bis zum 13. August 2002 in Betrieb. Nach dem als Jahrhundertflut bekannt gewordenen Elbehochwasser 2002, von dem auch die Zwickauer Mulde betroffen war, wurde der Zugverkehr wegen Hochwasserschäden sowie des dringend sanierungsbedürftigen Zustands verschiedener Trassenbauwerke eingestellt. Heute findet auf dieser Trasse lediglich gelegentlicher touristischer Verkehr mit Motordraisinen statt. Nachdem im Jahr 2005 auch der Bahnhof im Nachbarort Cossen an der Bahnstrecke Neukieritzsch–Chemnitz aufgegeben wurde, befindet sich die nächstgelegenste Bahnstation in Burgstädt. An der Muldenbrücke Lunzenau, zu Unterhohenkirchen gehörig, befindet sich die Erlebnisgaststätte Zum Prellbock mit einem kleinen Eisenbahnmuseum.

## Sehenswürdigkeiten

### Dorfkirche
Die langgestreckte Saalkirche stammt aus dem Jahr 1753 und wurde in den Jahren 1853, 1898, 1961 (innen) und 1992/93 (außen) restauriert. Das Bauwerk ist ein verputzter Bruchsteinbau mit geradem Chorschluss und wird durch Korbbogenfenster erhellt. Über dem Chor erhebt sich ein turmartiger verschieferter Dachreiter mit welscher Haube und Laterne. Das flachgedeckte Innere ist sehr nüchtern gestaltet, mit Emporen an drei Seiten. Der Chor ist im Innern mit Apsis versehen, die im 19. Jahrhundert vollständig ausgemalt wurde und heute übertüncht ist. Die Ausstattung stammt aus dem Jahr 1898, die Orgel ist ein Werk von Schmeisser.

### Weiteres
- Erlebnisgaststätte Zum Prellbock[12]
- Draisinenfahrt auf der Muldentalbahn, einige Fahrten auch am Bahnhof Lunzenau vorbei.[13]